# Титково (Московская область)
Титково — деревня в Клинском районе Московской области, в составе Городского поселения Клин. Население — 14 чел. (2010). До 2006 года Титково входило в состав Спас-Заулковского сельского округа.

## Расположение
Деревня расположена в северной части района, примерно в 16 км к северу от города Клин, у границы с Тверской областью, на безымянном ручье, левом притоке реки Ведома (правый приток реки Дойбицы), высота центра над уровнем моря 172 м. Ближайшие населённые пункты — примыкающее на севере Бортниково и Захарово в 0,7 км на запад.
У южной окраины деревни проходит региональная автодорога 46Н-03760 (автотрасса М10 «Россия» — Борщево — Московское большое кольцо).

## Население
| 2002 | 2006 | 2010 |
| ---- | ---- | ---- |
| 10   | ↘9   | ↗14  |